# Chovanie Amatkarijo
Chovanie Shakur Amatkarijo, né le 20 mai 1999 à La Haye aux Pays-Bas, est un footballeur international saint-martinois qui évolue d'ailier droit à l’Östersunds FK, en prêt de GAIS.

## Biographie

### Carrière en club
Amatkarijo réalise ses débuts en match officiel le 29 janvier 2017 avec ADO La Haye contre l'Ajax (défaite 3-0) en entrant en jeu à la 87e minute. Lors de la saison 2017-2018, il reste à RKC Waalwijk sous forme de prêt.
Le 2 septembre 2019, Amatkarijo signe à TOP Oss. Cependant, il quitte le club le 17 octobre 2019. En janvier 2020, le Néerlandais rejoint SVV Scheveningen .
En janvier 2021, Amatkarijo signe à l'IF Karlstad et il marque 14 buts en 28 matchs d'Ettan Norra. En mars 2022, il signe un contrat de deux ans à Östersunds FK, club de Superettan (deuxième division suédoise). En juin 2023, il quitte Östersund et rejoint NK Istra 1961, club du Prva HNL. Cependant, après un peu plus de deux mois dans le club, il rompt son contrat et signe à Gais, club de Superettan.